# Robert Mayr-Harting
Robert rytíř von Mayr-Harting (13. září 1874 Aspern [dnes část Vídně] – 12. března 1948 Praha) byl českoněmecký právník, pedagog a křesťanskosociální politik. Byl jedním z vůdčích představitelů Německé křesťanskosociální strany lidové a představitel německého liberálně demokratického aktivismu v meziválečném Československu.

## Akademická činnost
Vystudoval gymnázium ve Vídni a poté v roce 1896 absolvoval na právnické fakultě Vídeňské univerzity. Ve Vídni se také pro obor římského a občanského práva v roce 1901 habilitoval, když před tím působil v legislativním oddělení ministerstva spravedlnosti. Čtyři roky působil jako mimořádný a pak řádný profesor na univerzitě v Černovicích, odkud v roce 1909 přešel na německou Karlo-Ferdinandovu univerzitu do Prahy. Zde byl v letech 1913–1914 a 1930–1931 děkanem právnické fakulty a v letech 1921–1922 též rektorem celé německé univerzity. Kromě své politické činnosti se samozřejmě věnoval i vědě, vysoce oceňována byla zejména jeho dvoudílná práce o soustavě občanského práva. Podílel se také na vydávání odborného časopisu Prager juristische Zeitschrift a byl např. členem Německé společnosti pro vědy a umění v Čechách (něm. Deutsche Gesellschaft für Wissenschaft und Kunst in Böhmen) či předsedou společnosti Ständige Vertretung des Juristentages, která pravidelně každé dva roky od 1923 až do 1937 organizovala německé právnické sjezdy v Československu. Někdy byl hodnocen jako málo energický, zároveň však byl častým cílem útoků německých nacionalistů (které na fakultě reprezentovali např. profesoři San Nicolò a Weizsäcker) pro svou spolupráci s československými představiteli.

## Politické působení
V roce 1922 prosadil na sjezdu Německé křesťanskosociální strany lidové (DCV) politiku aktivismu, který představoval tehdejší spolupráci německého obyvatelstva s Československou republikou. Spolu s Karlem Hilgenreinerem byl tvůrcem politického programu DCV. V letech 1926–1929 byl ministrem spravedlnosti ve vládách Antonína Švehly a Františka Udržala.
V parlamentních volbách v roce 1920 získal senátorské křeslo v Národním shromáždění ČSR za německé křesťanské sociály. V senátu zasedal do roku 1925. V parlamentních volbách v roce 1925 byl zvolen do poslanecké sněmovny Národního shromáždění a mandát v dolní komoře obhájil v parlamentních volbách v roce 1929 a parlamentních volbách v roce 1935.
Ačkoli tehdejší československé německé aktivistické strany nikdy uznání rovnoprávnosti Němců nedosáhly, Mayr-Harting i po odchodu z vlády patřil mezi tzv. státotvornou opozici a zprvu spolupráci s Henleinovou Sudetoněmeckou stranou odmítal. Nakonec však pod vlivem rostoucího tlaku zvenčí a i uvnitř DCV, krátce po anšlusu Rakouska, přestoupil 29. března 1938 společně s ostatními poslanci a senátory do poslaneckého klubu Sudetoněmecké strany. V roce 1938 z politického života odešel, jako politicky nespolehlivý profesor byl penzionován a již veřejně nevystupoval. Po válce v Praze nicméně zůstal.

## Citáty
| „                           | Němci chtějí být loajálními občany tohoto státu, ale jen za předpokladu uznání rovnoprávnosti jejich národa v něm. | “ |
| — Robert Mayr-Harting, 1919 | |   |

## Nejdůležitější díla
- Römische Rechtsgeschichte (7 dílů, od 1912)
- Lehrbuch des bürgerlichen Rechtes (2 díly, 1922 a 1923)